# Kelompanggubug
Kelompanggubug is een bestuurslaag in het regentschap Gresik van de provincie Oost-Java, Indonesië. Kelompanggubug telt 1235 inwoners (volkstelling 2010).